# Piedra de Lumbre
Piedra de Lumbre är en ort i Mexiko.   Den ligger i kommunen San Pedro Pochutla och delstaten Oaxaca, i den sydöstra delen av landet, 500 km sydost om huvudstaden Mexico City. Piedra de Lumbre ligger 303 meter över havet och antalet invånare är 168.
Terrängen runt Piedra de Lumbre är kuperad. Runt Piedra de Lumbre är det ganska tätbefolkat, med 86 invånare per kvadratkilometer. Närmaste större samhälle är San Pedro Pochutla, 11,7 km söder om Piedra de Lumbre. Omgivningarna runt Piedra de Lumbre är en mosaik av jordbruksmark och naturlig växtlighet.